# Godoslau
Godoslau (em russo:  Годослав; século VIII, local desconhecido - m. 808, Reric), também chamado Godoliube, Godeleibe, Godlibe, Godelau (em russo:  Годолюб, Годелейб, Годлиб, Годлав) foi um cnezo do Obotritas.
O nome vem do baixo-alemão Godleifr, derivado do nórdico. Foi sugerido que o nome pode simplesmente representar uma forma do nome eslavo Boguslav.

## Biografia
Em 808, após a morte de seu irmão Trasco, líder dos obotritas, ele foi capturado e enforcado pelo exército de Godofredo, governante do sul da Dinamarca (Jutlândia), que atacou a união tribal dos obotritas e confiscou parte de suas terras, incluindo o assentamento de Reric (há informações que os dinamarqueses chamavam Veligrado dessa forma). É impossível dizer com absoluta certeza se ele algum dia poderia ter se tornado o sucessor de Trasco como grão-duque ou se teria continuado a liderar apenas uma parte da união tribal.
Segundo Friedrich Wigger, fontes dinamarquesas e inglesas também chamaram Godoslau de príncipe dos varangianos.

O escritor francês Marmier em 1857 publicou uma lenda contando sobre os filhos de Godoslau:
Outra tradição de Meclemburgo merece menção porque está ligada à história de uma grande potência. No século VIII, a tribo obotrita era governada por um rei chamado Godoslau, pai de três jovens igualmente fortes, corajosos e famintos de glória. O primeiro chamava-se Rurique, o segundo Sivar, o terceiro Truvar. Três irmãos, não tendo oportunidade adequada para testar sua coragem no pacífico reino de seu pai, decidiram partir em busca de batalhas e aventuras em outras terras. ... Depois de muitas boas ações e batalhas terríveis, os irmãos, a quem admiravam e abençoaram, vieram para a Rus. O povo deste país sofreu sob o peso de uma longa tirania, contra a qual ninguém ousou levantar-se novamente. Três irmãos, tocados pela sua desgraça, despertaram a sua coragem adormecida, reuniram um exército, lideraram-no e derrubaram o poder dos opressores. Tendo restaurado a paz e a ordem no país, os irmãos decidiram regressar ao seu velho pai, mas o povo agradecido implorou-lhes que não partissem e ocupassem o lugar dos antigos reis. Então Rurique recebeu o Principado de Novogárdia, Sivar de Pescóvia, Truvar de Beloozersk. Depois de algum tempo, como os irmãos mais novos morreram sem deixar filhos, Rurique anexou seus principados aos seus e tornou-se o chefe da dinastia, que reinou até 1598.